# 克里斯托夫·勒古
克里斯托夫·勒古（法語：Christophe Legoût，1973年8月6日—），法国男子乒乓球运动员。他曾获得1997年世界乒乓球锦标赛男子团体亚军。他也曾代表国家参加1996年、2000年和2008年三届夏季奥运。